# Alegría (película 2021)

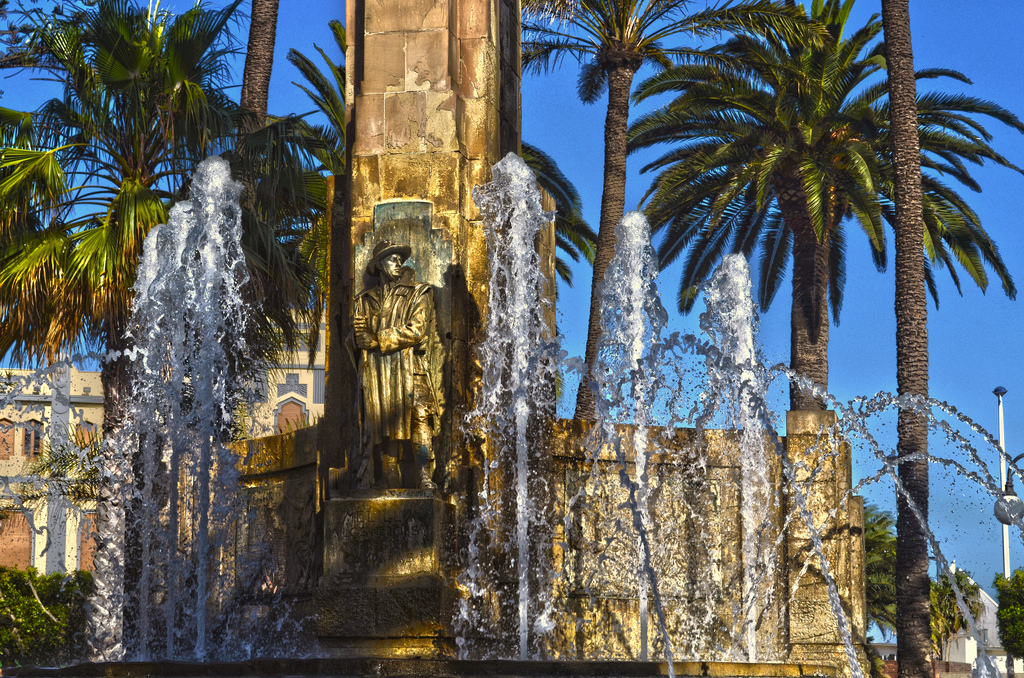
Algunas escenas se rodaron en el entorno de la Plaza de España.

Alegría es una película dirigida en 2021 por Violeta Salama.

## Argumento
Alegría (Cecilia Suárez) vive de espaldas a sus raíces judías, aunque desde que se mudó a Melilla y se instaló en la casa familiar no está siendo tarea fácil. Al enterarse de que su familia se traslada a su casa para organizar la boda de su sobrina con un joven melillense, su vida se pone patas arriba. Por suerte para ella, la joven marroquí que le ayuda en casa y su mejor amiga, siempre están dispuestas a ayudarle. La posibilidad de reencontrarse con su hija, hace que Alegría soporte con estoicismo y algo de mala leche la invasión de su casa por parte de su familia. Los preparativos de la boda harán aflorar tanto sus diferencias como todo aquello que les une.

## Rodaje
Las escenas de la película fueron rodadas en Melilla.